# Sergio Francisco Ramos
Sergio Francisco Ramos (Irun, 19 de març de 1979) és un exfutbolista basc, que ocupava la posició de davanter. Posteriorment, fa d'entrenador de futbol. Actualment entrena la Reial Societat.
Va passar la gran major part de la seva carrera de 15 anys a les lligues inferiors, acumulant un total de 246 partits i 71 gols a la Segona Divisió B per a quatre equips i representant principalment el Real Unión. A la Lliga, va jugar quatre partits amb la Reial Societat.
Sergio Francisco va esdevenir entrenador després de retirar-se, treballant notablement amb els equips de formació de la Reial Societat abans d'arribar a entrenar el primer equip el 2025.

## Carrera com a jugador
Nascut a Irun, Guipúscoa, País Basc, Sergio Francisco es va formar a les categories inferiors de la Reial Societat. Després de debutar com a sènior amb el filial a la Tercera Divisió, va debutar amb el primer equip el 2 de febrer de 1999, entrant com a substitut del golejador Igor Cvitanović en una victòria per 1-0 fora de casa contra l'Atlètic de Madrid als vuitens de final de la Copa del Rei.
Afectat per les lesions durant la seva etapa a l'estadi d'Anoeta, Sergio Francisco va deixar la primera divisió el 17 de setembre de 2000, quan va substituir Edgaras Jankauskas durant els últims 21 minuts de la derrota per 4-1 contra el Celta de Vigo. El gener de 2001, va ser cedit al club SD Eibar de Segona Divisió fins al juny.
Posteriorment Sergio Francisco va alternar la segona categoria i la Segona Divisió B, representant el CE Onda, Real Unión, Zamora CF, Lorca Deportiva i Gimnàstic de Tarragona. El 18 de juny de 2005, va marcar dos dels seus tres gols com a professional en un empat 4-4 a casa amb el Recreativo de Huelva.
L'agost de 2005, després de ser tallat pel Gimnàstic, Sergio Francisco va tornar al Real Unión. Va formar part de l'equip que va ascendir a segona divisió la temporada 2008-09, però va contribuir poques vegades a aquesta gesta a causa d'una lesió del lligament encreuat anterior.
El 2 de febrer de 2011, Sergio Francisco va signar pel Sestao River de quarta divisió. El 28 de juny, va empatar 2-2 contra el Montañesa, cosa que li va assegurar l'ascens als play-offs.
Sergio Francisco es va retirar el juny de 2012 amb 33 anys, i el seu últim club va ser el Laudio amateur.

## Carrera d'entrenador

### Real Unión
Poc després de retirar-se, Sergio Francisco va tornar al Real Unión com a entrenador assistent d'Imanol Idiakez. El 12 de juliol de 2013, amb el club davant de greus problemes financers, va ser nomenat entrenador.
El 5 de juny de 2014, després de liderar l'equip fins al 15è lloc a la tercera divisió, Sergio Francisco va ser acomiadat.

### Reial Societat

#### Equips de formació
Sergio Francisco va tornar a la Real Societat l'estiu del 2017, fent-se càrrec del seu equip C a la quarta divisió. Va aconseguir l'ascens a la recentment creada Segona Divisió RFEF al final de la temporada 2020-21.
El 31 de maig de 2022, Sergio Francisco va ser nomenat entrenador de la Reial Societat de Futbol B, recentment descendit a Primera Federació, en lloc de Xabi Alonso. El 18 de novembre, el seu contracte va ser renovat fins al 2025.
El 18 de febrer de 2025, Sergio Francisco va ampliar encara més el seu vincle amb el Sanse fins al 2028.

#### Primer equip
El 25 d'abril de 2025, Sergio Francisco va ser anunciat com a substitut d'Imanol Alguacil al capdavant del primer equip, i l'acord es va fer efectiu a l'inici de la temporada 2025-26. Va dimitir al bàndol B tres dies després per "centrar-se exclusivament en la planificació de la propera temporada amb el departament de futbol del club".